# Cây van Emde Boas
Cây van Emde Boas (hay hàng đợi ưu tiên van Emde Boas), còn gọi là cây vEB, là một cấu trúc dữ liệu cây để biểu diễn mảng liên hợp có khóa là số tự nhiên m bit. Nó thực hiện mỗi thao tác trong thời gian O(log m). Cấu trúc dữ liệu này được tìm ra bởi một nhóm lãnh đạo bởi Peter van Emde Boas năm 1977.

## Các thao tác
Cây vEB cho phép thực hiện các thao tác của mảng liên hợp có thứ tự, bao gồm:
- Chèn: chèn một cặp khóa/giá trị với 1 khóa m bit
- Xóa: xóa một cặp khóa/giá trị với 1 khóa cho trước
- Tìm: tìm giá trị liên hợp với 1 khóa cho trước
- Tìm phần tử sau: tìm cặp khóa/giá trị có khóa nhỏ nhất lớn hơn hoặc bằng k
- Tìm phần tử trước: tìm cặp khóa/giá trị có khóa lớn nhất nhỏ hơn hoặc bằng k.

## Phương thức hoạt động

Một cây Van Emde Boas cùng với cấu trúc hỗ trợ của nút gốc sau khi đã chèn 1, 2, 3, 5, 8 và 10.

Cho đơn giản, giả sử log2 m = k với k là số tự nhiên. Giả sử M=2m. Một cây vEB T cho tập hợp {0,..., M-1} có nút gốc chứa 1 mảng mang tên T.con có kích thước M1/2. T.con[i] là con trỏ đến cây vEB con lưu trữ các giá trị trong khoảng {iM1/2,...,(i+1)M1/2-1}. Ngoài ra T chứa hai giá trị T.min và T.max cùng với một cây vEB hỗ trợ T.aux.
Dữ liệu trong cây vEB được lưu trữ như sau. Giá trị nhỏ nhất được lưu trong T.min và giá trị lớn nhất được lưu trong T.max. Hai giá trị này không được lưu tại bất kì nơi nào khác trong cây. Nếu T là rỗng, ta quy ước T.max=-1 và T.min=M. Các giá trị còn lại được lưu trong các cây con. Giá trị x được lưu trong cây con T.con[i] trong đó {\displaystyle i=\lfloor x/M^{1/2}\rfloor }. Cây hỗ trợ T.aux lưu trữ các cây con khác rỗng. Nghĩa là T.aux chứa giá trị j khi và chỉ khi T.con[j] là khác rỗng.